# Françoise du Saint-Sacrement
Françoise du Saint-Sacrement (1561-1629) est une carmélite déchaussée espagnole, célèbre pour ses révélations sur le Purgatoire.

## Biographie
Francisca Vinuesa Barnuevo est née le 12 mai 1561, à San Andrés de Almarza, dans la province de Soria (Espagne). Entrée au carmel de Soria, le 15 juin 1583, sous le nom de Francisca del Santissimo Sacramento, elle accompagne, encore novice, Mère Catalina de Cristo, dans la fondation du monastère de Pampelune, où elle demeurera jusqu'à son décès, survenu le 27 novembre 1629.

## Spiritualité
Adonnée à la pratique des vertus et de la mortification, Françoise du Saint-Sacrement entretenait une fervente dévotion aux âmes du purgatoire. Elle a bénéficié de nombreuses apparitions de défunts, venus lui demander de l'aide par ses prières et ses pénitences. Le merveilleux abonde dans les récits de ses expériences, mais ceux-ci ont reçu un avis favorable quant à leur orthodoxie, de la part des théologiens. Reste à les soumettre à une analyse spirituelle et psychologique approfondie.

## Postérité
Sur ordre de Juan del Espiritú Santo († 1649), supérieur provincial puis général des carmes déchaux, Françoise a rédigé une autobiographie, à laquelle on peut ajouter les notes prises par ses supérieures, Margarita de la Llagas et Ana María de Jesús, à son sujet. À partir de ces trois récits, dont il reproduit de multiples paragraphes, Miguel Batista de Lanuza a composé une Vida de la mystique, qui reprend également, à la fin de l'ouvrage, des avis favorables d'experts. Les expériences de la voyante ont d'ailleurs été étudiées, dans la seconde moitié du XVIIe siècle, par l'évêque d'Osma, Juan de Palafox y Mendoza, dans un ouvrage que traduira en français le carme déchaux Albert de Saint-Jacques, en 1675, sous le titre suivant : Lumières aux vivants, par l'expérience des morts.